# LL.M. Eur
El Máster en Derecho Europeo (Master of European Law en inglés) es una titulación superior, comúnmente denominado por su forma abreviada LL.M. Eur. Es un máster especializado y el Título se obtiene tras completar satisfactoriamente un programa lectivo sobre Derecho Europeo y realizar una tesis correspondiente en dicho ámbito de estudio.

## Diferencias entre un programa LL. M. y un programa LL. M. Eur
La diferencia básica entre un programa LL.M. corriente y un programa LL.M. sobre Derecho Europeo es la mayor especificidad de este último. Normalmente, el plan de estudios comienza con asignaturas generales sobre Derecho Europeo y sobre la historia de la integración europea. Posteriormente, las asignaturas son más especializadas, por ejemplo: Regulación sobre libertades fundamentales, Derecho Europeo de la Competencia, Derecho de la Unión Económica y Monetaria, Derecho Europeo sobre Contratación Pública.
Otra diferencia fundamental entre un programa LL.M. general y LL.M. Eur es que, por su propia naturaleza, el LL.M. Eur tiende a ser mucho más internacional. Debido a que no sólo abarca el Derecho de una o dos jurisdicciones (dos en el caso de programas sobre Derecho Comparado), reúne participantes de países muy diferentes. En efecto, los participantes obtienen una experiencia adicional, trabajando en un entorno internacional y a menudo multicultural. Esta es la razón que lleva a las Instituciones Comunitarias y a algunos despachos jurídicos internacionales a preferir titulados con este tipo de formación.

## Objetivo
Los programas de estudio LL.M. Eur están especialmente diseñados para personas que desean desarrollar su carrera profesional en el campo del Derecho Europeo, o en asuntos europeos en general (incluyendo oportunidades laborales en la Comisión Europea y otras instituciones europeas u órganos relacionados). Un ejemplo de un instituto distinguido en este campo es el Europa-Institut de Saarbrücken en Alemania e na universidade Sorbonne Assas Paris 2 en Francia.